# 東囎唹郡
東囎唹郡（日语：／ Higashisoo gun */?）是過去位于日本鹿兒島縣的一個郡，在1887年從囎唹郡分割而出；已於1897年4月1日與南諸縣郡合併為囎唹郡。
合併前的轄區包括：
- 末吉村（現已併入曾於市）
- 岩川村（現已併入曾於市）
- 恒吉村（現已併入曾於市）
- 財部村（現已併入曾於市）
- 市成村（現已併入鹿屋市）